# SASA
Die SASA AG ist ein öffentliches Personennahverkehrsunternehmen mit Sitz in Bozen, Südtirol (Italien). SASA betreibt Buslinien in den Städten Bozen, Leifers und Meran und deren Umgebung.

## Hintergrund

### Entwicklung
Die SASA AG entstand am 1. Jänner 2001 durch Umwandlung des ehemaligen Verkehrsverbundes ACT-VVB in eine Aktiengesellschaft italienischen Rechts (SpA). Zum 1. Jänner 2004 übernahm die SASA AG die Betriebstätigkeit der Autolinien Lana-Meran Betriebsgesellschaft mbH (ALM), welche bis dahin den Vorortverkehr in Meran betrieben hatte. Der Fahrzeugpark der ALM wurde von SASA übernommen. SASA ist in den Tarif- und Verkehrsverbund südtirolmobil eingebunden.
2016 baten die drei Eigentümergemeinden Bozen, Meran und Leifers das Land Südtirol, sich an der SASA zu beteiligen. 2018 beschloss das Land den Einstieg in die Gesellschaft, womit die SASA nun ihre Dienste per In-House-Vergabe ohne Ausschreibung erhalten kann.

### Fuhrpark

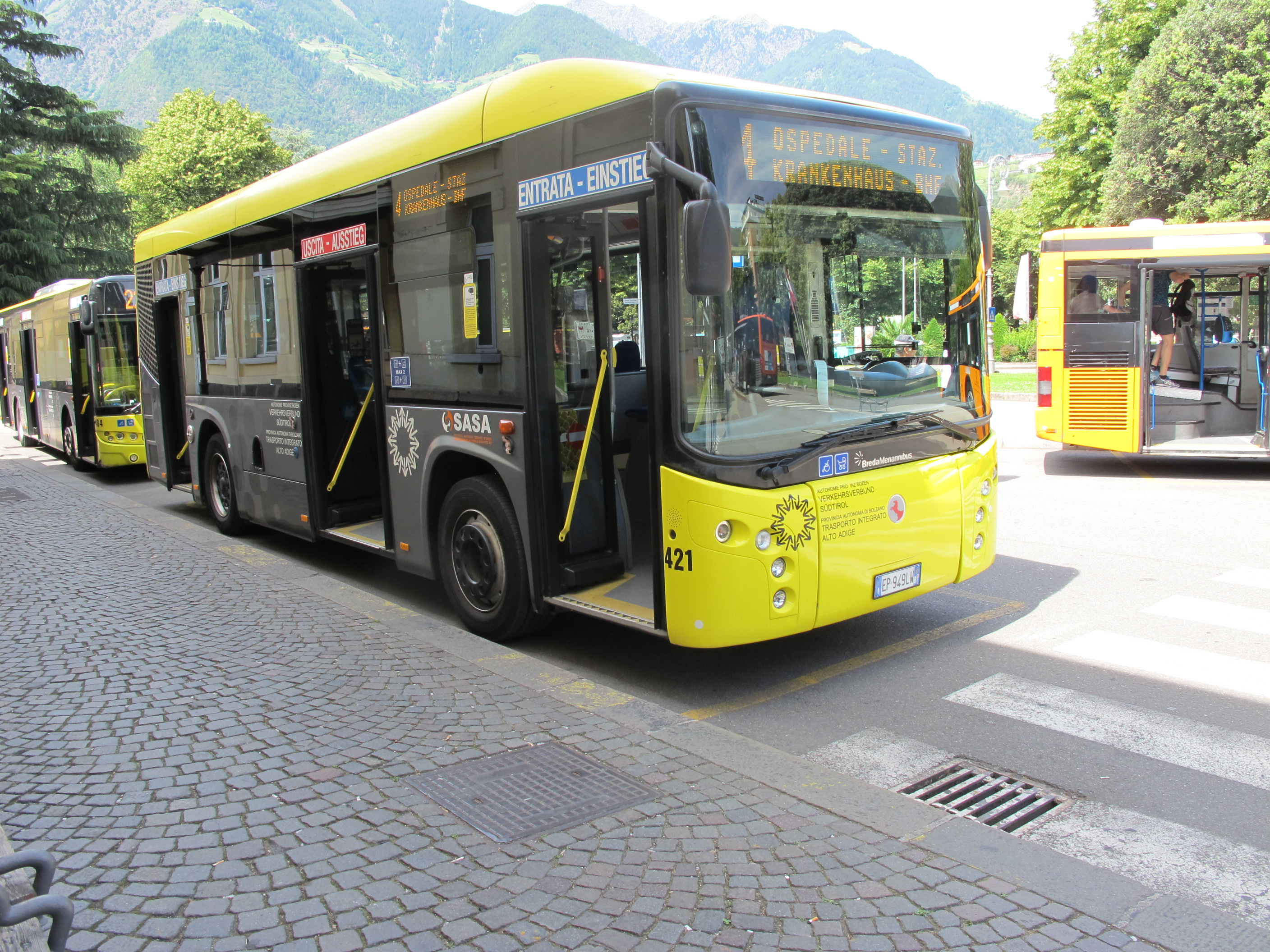
Stadtbus der SASA AG in Meran (2017)

SASA besitzt 163 Busse, das Durchschnittsalter beträgt 12 Jahre (Stand: 31. Dezember 2018). Im Jahre 2013 wurden mittels eines europaweiten Projekts CHIK 5 Brennstoffzellenbusse angekauft, welche auf den Bozner Stadtlinien 10A/B, 3 und 5 (siehe unten) eingesetzt werden. 2019 wurden 5 Elektrobusse angekauft. Von denen sind 3 Solobusse mit einer Länge von 12 m (Wagennummern 450, 451 und 452) und 2 Gelenkbusse mit einer Länge von 18 m (Wagennummern 453 und 453). In den nächsten Jahren werden vermehrt Hybridbusse angekauft, welche einen geringeren Schadstoffausstoß haben und der Umweltklasse 6 angehören. Somit werden fast zwei Drittel der Busflotte ersetzt. Für die Zukunft ist auch der Ankauf 12 weiterer Brennstoffzellenbusse und 6 Elektrobussen geplant. Ebenso werden in den nächsten Jahren weitere Hybridbusse geliefert, die in Meran, Bozen und Leifers auf Linie gehen werden.
Im Jahr 2018 legten die Busse der SASA AG insgesamt mehr als 7,7 Millionen Kilometer zurück.
| Wagennummer | Bus                                   | Länge | Lackierung                   | Antrieb       |
| ----------- | ------------------------------------- | ----- | ---------------------------- | ------------- |
| 380         | Breda Menarini Bus Vivacity MU        | 8m    | Orange                       | Diesel        |
| 381         | Breda Menarini Bus Vivacity MU        | 8m    | Orange                       | Diesel        |
| 382         | Breda Menarini Bus Vivacity MU        | 8m    | Orange                       | Diesel        |
| 387         | Mercedes Benz Citaro O530G            | 18m   | Orange                       | Diesel        |
| 388         | Mercedes Benz Citaro O530N            | 12m   | Orange                       | Diesel        |
| 389         | Breda Menarini Bus Vivacity MU        | 8m    | Orange                       | Diesel        |
| 393         | Mercedes Benz Citaro O530K            | 10m   | Gelb – Grau                  | Diesel        |
| 394         | Mercedes Benz Citaro O530K            | 10m   | Gelb – Grau                  | Diesel        |
| 395         | Mercedes Benz Citaro O530K            | 10m   | Gelb – Grau                  | Diesel        |
| 396         | Mercedes Benz Citaro O530K            | 10m   | Gelb – Grau                  | Diesel        |
| 397         | Mercedes Benz Citaro O530K            | 10m   | Gelb – Grau                  | Diesel        |
| 398         | Mercedes Benz Citaro O530K            | 10m   | Gelb – Grau                  | Diesel        |
| 399         | Solaris Urbino 12m                    | 12m   | Gelb – Grau                  | Diesel        |
| 400         | Solaris Urbino 12m                    | 12m   | Gelb – Grau                  | Diesel        |
| 401         | Solaris Urbino 12m                    | 12m   | Gelb – Grau                  | Diesel        |
| 402         | Solaris Urbino 12m                    | 12m   | Gelb – Grau                  | Diesel        |
| 403         | Solaris Urbino 12m                    | 12m   | Gelb – Grau                  | Diesel        |
| 404         | Solaris Urbino 12m                    | 12m   | Gelb – Grau                  | Diesel        |
| 405         | Solaris Urbino 12m                    | 12m   | Gelb – Grau                  | Diesel        |
| 406         | Solaris Urbino 12m                    | 12m   | Gelb – Grau                  | Diesel        |
| 407         | Solaris Urbino 12m                    | 12m   | Gelb – Grau                  | Diesel        |
| 408         | Solaris Urbino 12m                    | 12m   | Gelb – Grau                  | Diesel        |
| 409         | Solaris Urbino 12m                    | 12m   | Gelb – Grau                  | Diesel        |
| 410         | Solaris Urbino 12m                    | 12m   | Gelb – Grau                  | Diesel        |
| 411         | Solaris Urbino 12m                    | 12m   | Gelb – Grau                  | Diesel        |
| 412         | Solaris Urbino 12m                    | 12m   | Gelb – Grau                  | Diesel        |
| 413         | Solaris Urbino 12m                    | 12m   | Gelb – Grau                  | Diesel        |
| 414         | Mercedes Benz Citaro O530G FL         | 18m   | Gelb – Grau                  | Diesel        |
| 415         | Mercedes Benz Citaro O530G FL         | 18m   | Gelb – Grau                  | Diesel        |
| 416         | Mercedes Benz Citaro O530G FL         | 18m   | Gelb – Grau                  | Diesel        |
| 417         | Mercedes Benz Citaro O530G FL         | 18m   | Gelb – Grau                  | Diesel        |
| 418         | Mercedes Benz Citaro O530G FL         | 18m   | Gelb – Grau                  | Diesel        |
| 419         | Mercedes Benz Citaro O530G FL         | 18m   | Gelb – Grau                  | Diesel        |
| 420         | Breda Menarini Bus M231 Vivacity Plus | 9m    | Gelb – Grau                  | Diesel        |
| 421         | Breda Menarini Bus M231 Vivacity Plus | 9m    | Gelb – Grau                  | Diesel        |
| 422         | Breda Menarini Bus M231 Vivacity Plus | 9m    | Gelb – Grau                  | Diesel        |
| 423         | Breda Menarini Bus M231 Vivacity Plus | 9m    | Gelb – Grau                  | Diesel        |
| 424         | Breda Menarini Bus M231 Vivacity Plus | 9m    | Gelb – Grau                  | Diesel        |
| 425         | Breda Menarini Bus M231 Vivacity Plus | 9m    | Gelb – Grau                  | Diesel        |
| 426         | Breda Menarini Bus M231 Vivacity Plus | 9m    | Gelb – Grau                  | Diesel        |
| 427         | Breda Menarini Bus M231 Vivacity Plus | 9m    | Gelb – Grau                  | Diesel        |
| 433         | Solaris Urbino 12m                    | 12m   | Gelb – Grau                  | Diesel        |
| 434         | Solaris Urbino 12m                    | 12m   | Gelb – Grau                  | Diesel        |
| 435         | Solaris Urbino 12m                    | 12m   | Gelb – Grau                  | Diesel        |
| 436         | Solaris Urbino 12m                    | 12m   | Gelb – Grau                  | Diesel        |
| 437         | Solaris Urbino 18m                    | 18m   | Gelb – Grau                  | Diesel        |
| 438         | Solaris Urbino 18m                    | 18m   | Gelb – Grau                  | Diesel        |
| 440         | Solaris Urbino 18m MOKI               | 18m   | Gelb – Grau                  | Diesel        |
| 441         | Solaris Urbino 18m MOKI               | 18m   | Gelb – Grau                  | Diesel        |
| 442         | Solaris Urbino 18m MOKI               | 18m   | Gelb – Grau                  | Diesel        |
| 443         | Solaris Urbino 18m MOKI               | 18m   | Gelb – Grau                  | Diesel        |
| 444         | Solaris Urbino 18m MOKI               | 18m   | Gelb – Grau                  | Diesel        |
| 445         | Mercedes Benz Sprinter Steinborn      | 9m    | Gelb – Grau                  | Diesel        |
| 446         | Mercedes Benz Sprinter Steinborn      | 9m    | Gelb – Grau                  | Diesel        |
| 447         | Mercedes Benz Sprinter                | 8m    | Gelb – Grau                  | Diesel        |
| 448         | Mercedes Benz Sprinter                | 8m    | Gelb – Grau                  | Diesel        |
| 449         | Mercedes Benz Sprinter                | 8m    | Gelb – Grau                  | Diesel        |
| 450         | Solaris Urbino 12m Electric           | 12m   | Grau – Weiß                  | Elektrisch    |
| 451         | Solaris Urbino 12m Electric           | 12m   | Grau – Weiß                  | Elektrisch    |
| 452         | Solaris Urbino 12m Electric           | 12m   | Grau – Weiß                  | Elektrisch    |
| 453         | Solaris Urbino 18m Electric           | 18m   | Grau – Weiß                  | Elektrisch    |
| 454         | Solaris Urbino 18m Electric           | 18m   | Grau – Weiß                  | Elektrisch    |
| 455         | Otokar Vektio C                       | 9m    | Grün – Grau                  | Diesel        |
| 456         | Otokar Vektio C                       | 9m    | Grün – Grau                  | Diesel        |
| 457         | Otokar Vektio C                       | 9m    | Grün – Grau                  | Diesel        |
| 458         | Iveco Indcar Mobi                     | 8m    | Grün – Grau                  | Diesel        |
| 459         | Iveco Indcar Mobi                     | 8m    | Grün – Grau                  | Diesel        |
| 460         | Iveco Indcar Mobi                     | 8m    | Grün – Grau                  | Diesel        |
| 461         | Mercedes Benz C2K Mild-Hybrid         | 10m   | Gelb – Grau                  | Mild – Hybrid |
| 462         | Mercedes Benz C2K Mild-Hybrid         | 10m   | Gelb – Grau                  | Mild – Hybrid |
| 463         | Mercedes Benz C2K Mild-Hybrid         | 10m   | Gelb – Grau                  | Mild – Hybrid |
| 464         | Mercedes Benz C2K Mild-Hybrid         | 10m   | Gelb – Grau                  | Mild – Hybrid |
| 465         | Mercedes Benz C2K Mild-Hybrid         | 10m   | Gelb – Grau                  | Mild – Hybrid |
| 466         | Mercedes Benz C2K Mild-Hybrid         | 10m   | Gelb – Grau                  | Mild – Hybrid |
| 467         | Mercedes Benz C2K Mild-Hybrid         | 10m   | Gelb – Grau                  | Mild – Hybrid |
| 468         | Mercedes Benz C2K Mild-Hybrid         | 10m   | Gelb – Grau                  | Mild – Hybrid |
| 469         | Mercedes Benz C2K Mild-Hybrid         | 10m   | Gelb – Grau                  | Mild – Hybrid |
| 470         | Mercedes Benz C2K Mild-Hybrid         | 10m   | Gelb – Grau                  | Mild – Hybrid |
| 471         | Mercedes Benz C2 Mild-Hybrid          | 12m   | Gelb – Grau                  | Mild – Hybrid |
| 472         | Mercedes Benz C2 Mild-Hybrid          | 12m   | Gelb – Grau                  | Mild – Hybrid |
| 473         | Mercedes Benz C2 Mild-Hybrid          | 12m   | Gelb – Grau                  | Mild – Hybrid |
| 474         | Mercedes Benz C2 Mild-Hybrid          | 12m   | Gelb – Grau                  | Mild – Hybrid |
| 475         | Mercedes Benz C2 Mild-Hybrid          | 12m   | Gelb – Grau                  | Mild – Hybrid |
| 476         | Mercedes Benz C2 Mild-Hybrid          | 12m   | Gelb – Grau                  | Mild – Hybrid |
| 477         | Mercedes Benz C2 Mild-Hybrid          | 12m   | Gelb – Grau                  | Mild – Hybrid |
| 478         | Mercedes Benz C2 Mild-Hybrid          | 12m   | Gelb – Grau                  | Mild – Hybrid |
| 479         | Mercedes Benz C2 Mild-Hybrid          | 12m   | Gelb – Grau                  | Mild – Hybrid |
| 480         | Mercedes Benz C2 Mild-Hybrid          | 12m   | Gelb – Grau                  | Mild – Hybrid |
| 481         | Mercedes Benz C2 Mild-Hybrid          | 12m   | Gelb – Grau                  | Mild – Hybrid |
| 482         | Mercedes Benz C2 Mild-Hybrid          | 12m   | Gelb – Grau                  | Mild – Hybrid |
| 483         | Mercedes Benz C2 Mild-Hybrid          | 12m   | Gelb – Grau                  | Mild – Hybrid |
| 484         | Mercedes Benz C2 Mild-Hybrid          | 12m   | Gelb – Grau                  | Mild – Hybrid |
| 485         | Mercedes Benz C2 Mild-Hybrid          | 12m   | Gelb – Grau                  | Mild – Hybrid |
| 486         | Mercedes Benz C2 Mild-Hybrid          | 12m   | Gelb – Grau                  | Mild – Hybrid |
| 487         | Mercedes Benz C2 Mild-Hybrid          | 12m   | Gelb – Grau                  | Mild – Hybrid |
| 488         | Mercedes Benz C2 Mild-Hybrid          | 12m   | Gelb – Grau                  | Mild – Hybrid |
| 489         | Mercedes Benz C2 Mild-Hybrid          | 12m   | Gelb – Grau                  | Mild – Hybrid |
| 490         | Mercedes Benz C2 Mild-Hybrid          | 12m   | Gelb – Grau                  | Mild – Hybrid |
| 491         | Mercedes Benz C2 Mild-Hybrid          | 12m   | Gelb – Grau                  | Mild – Hybrid |
| 492         | Mercedes Benz C2 Mild-Hybrid          | 12m   | Gelb – Grau                  | Mild – Hybrid |
| 493         | Mercedes Benz C2 Mild-Hybrid          | 12m   | Gelb – Grau                  | Mild – Hybrid |
| 494         | Mercedes Benz C2 Mild-Hybrid          | 12m   | Gelb – Grau                  | Mild – Hybrid |
| 495         | Mercedes Benz C2 Mild-Hybrid          | 12m   | Gelb – Grau                  | Mild – Hybrid |
| 496         | Mercedes Benz C2 Mild-Hybrid          | 12m   | Gelb – Grau                  | Mild – Hybrid |
| 497         | Mercedes Benz C2 Mild-Hybrid          | 12m   | Gelb – Grau                  | Mild – Hybrid |
| 498         | Mercedes Benz C2 Mild-Hybrid          | 12m   | Gelb – Grau                  | Mild – Hybrid |
| 499         | Mercedes Benz C2 Mild-Hybrid          | 12m   | Gelb – Grau                  | Mild – Hybrid |
| 500         | Mercedes Benz C2 Mild-Hybrid          | 12m   | Gelb – Grau                  | Mild – Hybrid |
| 501         | Mercedes Benz C2 Mild-Hybrid          | 12m   | Gelb – Grau                  | Mild – Hybrid |
| 502         | Mercedes Benz C2 Mild-Hybrid          | 12m   | Gelb – Grau                  | Mild – Hybrid |
| 503         | Mercedes Benz C2 Mild-Hybrid          | 12m   | Gelb – Grau                  | Mild – Hybrid |
| 504         | Mercedes Benz C2 Mild-Hybrid          | 12m   | Gelb – Grau                  | Mild – Hybrid |
| 505         | Mercedes Benz C2G Mild-Hybrid         | 18m   | Gelb – Grau                  | Mild – Hybrid |
| 506         | Mercedes Benz C2G Mild-Hybrid         | 18m   | Gelb – Grau                  | Mild – Hybrid |
| 507         | Mercedes Benz C2G Mild-Hybrid         | 18m   | Gelb – Grau                  | Mild – Hybrid |
| 508         | Mercedes Benz C2G Mild-Hybrid         | 18m   | Gelb – Grau                  | Mild – Hybrid |
| 509         | Mercedes Benz C2G Mild-Hybrid         | 18m   | Gelb – Grau                  | Mild – Hybrid |
| 510         | Mercedes Benz C2G Mild-Hybrid         | 18m   | Gelb – Grau                  | Mild – Hybrid |
| 511         | Mercedes Benz C2G Mild-Hybrid         | 18m   | Gelb – Grau                  | Mild – Hybrid |
| 512         | Mercedes Benz C2G Mild-Hybrid         | 18m   | Gelb – Grau                  | Mild – Hybrid |
| 513         | Mercedes Benz C2G Mild-Hybrid         | 18m   | Gelb – Grau                  | Mild – Hybrid |
| 514         | Mercedes Benz C2G Mild-Hybrid         | 18m   | Gelb – Grau                  | Mild – Hybrid |
| 515         | Mercedes Benz C2G Mild-Hybrid         | 18m   | Gelb – Grau                  | Mild – Hybrid |
| 516         | Mercedes Benz C2G Mild-Hybrid         | 18m   | Gelb – Grau                  | Mild – Hybrid |
| 517         | Mercedes Benz C2GÜ                    | 18m   | Grün – Grau                  | Diesel        |
| 518         | Mercedes Benz C2GÜ                    | 18m   | Grün – Grau                  | Diesel        |
| 519         | Mercedes Benz C2GÜ                    | 18m   | Grün – Grau                  | Diesel        |
| 520         | Mercedes Benz C2GÜ                    | 18m   | Grün – Grau                  | Diesel        |
| 521         | Mercedes Benz C2GÜ                    | 18m   | Grün – Grau                  | Diesel        |
| 522         | Mercedes Benz C2GÜ                    | 18m   | Grün – Grau                  | Diesel        |
| 523         | Mercedes Benz C2GÜ                    | 18m   | Grün – Grau                  | Diesel        |
| 524         | Mercedes Benz C2GÜ                    | 18m   | Grün – Grau                  | Diesel        |
| 525         | Mercedes Benz C2GÜ                    | 18m   | Grün – Grau                  | Diesel        |
| 526         | Mercedes Benz C2GÜ                    | 18m   | Grün – Grau                  | Diesel        |
| 527         |                                       |       |                              |               |
| 528         |                                       |       |                              |               |
|             |                                       |       |                              |               |
|             |                                       |       |                              |               |
|             |                                       |       |                              |               |
|             |                                       |       |                              |               |
|             |                                       |       |                              |               |
|             |                                       |       |                              |               |
|             |                                       |       |                              |               |
|             |                                       |       |                              |               |
|             |                                       |       |                              |               |
|             |                                       |       |                              |               |
| 650         |                                       |       |                              |               |
| 651         |                                       |       |                              |               |
| 652         |                                       |       |                              |               |
| 653         |                                       |       |                              |               |
| 654         |                                       |       |                              |               |
| 655         |                                       |       |                              |               |
| 656         |                                       |       |                              |               |
| 657         | Solaris Urbino 9LE Electric           | 9m    | Grau – Weiß                  | Elektrisch    |
| 658         | Solaris Urbino 9LE Electric           | 9m    | Grau – Weiß                  | Elektrisch    |
| 659         | Solaris Urbino 9LE Electric           | 9m    | Grau – Weiß                  | Elektrisch    |
| 660         | Solaris Urbino 9LE Electric           | 9m    | Grau – Weiß                  | Elektrisch    |
| 661         | Solaris Urbino 9LE Electric           | 9m    | Grau – Weiß                  | Elektrisch    |
| 662         | Solaris Urbino 9LE Electric           | 9m    | Grau – Weiß                  | Elektrisch    |
| 663         | Solaris Urbino 9LE Electric           | 9m    | Grau – Weiß                  | Elektrisch    |
| 664         | Solaris Urbino 9LE Electric           | 9m    | Grau – Weiß                  | Elektrisch    |
| 665         | Mercedes Benz Citaro C2GÜ ex. SAD     | 18m   | Grün (ex. Überetsch Express) | Diesel        |
| 666         | Mercedes Benz Citaro C2GÜ ex. SAD     | 18m   | Grün (ex. Überetsch Express) | Diesel        |
| 667         | Mercedes Benz Citaro C2GÜ ex. SAD     | 18m   | Grün (ex. Überetsch Express) | Diesel        |
| 668         | Mercedes Benz Citaro C2GÜ ex. SAD     | 18m   | Grün (ex. Überetsch Express) | Diesel        |
| 669         | Mercedes Benz Citaro C2GÜ ex. SAD     | 18m   | Grün (ex. Überetsch Express) | Diesel        |
| 670         | Mercedes Benz Citaro C2GÜ ex. SAD     | 18m   | Grün (ex. Überetsch Express) | Diesel        |
| 671         | Mercedes Benz Citaro C2GÜ ex. SAD     | 18m   | Grün (ex. Überetsch Express) | Diesel        |
| 672         | Mercedes Benz Citaro C2GÜ ex. SAD     | 18m   | Grün (ex. Überetsch Express) | Diesel        |

## Leistungen
In Bozen werden von der SASA AG 16 innerstädtische und acht außerstädtische Autobuslinien, in Meran fünf Stadtlinien und 13 außerstädtische Linien betrieben.

### Stadtbusse Bozen
| Linie | Linienverlauf                                             | Takt Mo–Fr | Takt Sa         | Takt So    |
| ----- | --------------------------------------------------------- | ---------- | --------------- | ---------- |
| 1     | Kohlerer Seilbahn – Grieser Platz                         | 15 min     | 15 min          | -          |
| 3     | Perathonerstraße – Kaiserau                               | 8/9 min    | 10 min / 15 min | 30 min     |
| 5     | Perathonerstraße – Firmian                                | 8/9 min    | 10 min / 15 min | 30 min     |
| 6     | Kohlerer Seilbahn – Lancia-Straße                         | 30 min     | 30 min          | -          |
| 7A    | Köstenweg – Trienterstraße – Romstraße – Köstenweg        | 20 min     | 20 min          | -          |
| 7B    | Köstenweg – Romstraße – Trientner Straße – Köstenweg      | 20 min     | 20 min          | -          |
| 8     | Kardaun – Krankenhaus                                     | 12 min     | 20 min          | 30 min     |
| 9     | Kohlerer Seilbahn – Sigmundskron-Bahnhof                  | 30 min     | 30 min          | -          |
| 10A   | Krankenhaus – Reschenstraße – Grieser Platz – Krankenhaus | 10 min     | 12 min          | 15 min     |
| 10B   | Krankenhaus – Grieser Platz – Reschenstraße – Krankenhaus | 10 min     | 12 min          | 15 min     |
| 12    | Perathonerstraße – Seilbahn Jenesien – Perathonerstraße   | 20 min     | 20 min          | -          |
| 14    | Köstenweg – Seilbahn Jenesien                             | –          | –               | 30 min     |
| 15    | Rundlinie Zentrum                                         | 20 min     | 20 min          | -          |
| N35   | Abendlinie: Bahnhof – Kaiserau – Bahnhof                  | 18 Fahrten | 18 Fahrten      | 18 Fahrten |

Fahrplan gültig vom 15. Dezember 2019 bis 12. Dezember 2020

### Stadtbusse Meran
| Linie     | Linienverlauf                                                                                       | Takt Mo–Fr    | Takt Sa       | Takt So |
| --------- | --------------------------------------------------------------------------------------------------- | ------------- | ------------- | ------- |
| 1/1A/1B   | Maria Himmelfahrt – Bahnhof – Brunnenplatz – (1+1B) Botanischer Garten / (1+1A) Seilbahn Meran 2000 | 15 min        | 20 min        | 20 min  |
| 3         | Bahnhof – Gratsch – Brunnenplatz – Vergilstraße – Lazag                                             | 15 min/20 min | 15 min/20 min | 60 min  |
| 4         | Krankenhaus – Bahnhof – Freiheitsstraße – Schafferstraße – Botanischer Garten                       | 15 min        | 15 min/20 min | 40 min  |
| 6/6A      | Bahnhof – Marlinger Straße – (6) Petrarca Str. – Bhf (6A) Wolkensteiner Str. – Texelstraße – Bhf    | 15 min        | 30 min        | 30 min  |
| N13A/N13B | Abendlinie: Maria Himmelfahrt – Bahnhof – (N13A) Seilbahn Meran 2000 / (N13B) Trauttmansdorff       | 7 Fahrten     | 7 Fahrten     | -       |

Fahrplan gültig vom 15. Dezember 2019 bis 12. Dezember 2020

### Meran und Umgebung
| Linie | Linienverlauf                                                                 | Takt Mo–Fr | Takt Sa | Takt So         |
| ----- | ----------------------------------------------------------------------------- | ---------- | ------- | --------------- |
| 201   | Meran – Terlan – Bozen                                                        | 30 min     | 30 min  | 60 min          |
| 210   | Meran – Sinich (210) Lana HW Zone (210A) Burgstall Bhf (210B) Busbahnhof Lana | 15 min     | 15 min  | 30 min          |
| 211   | Meran – Lana – Burgstall                                                      | 15 min     | 15 min  | 30 min          |
| 212   | Forst – Algund – Meran – Marling                                              | 30 min     | 30 min  | 60 min          |
| 213   | Meran – Algund – Partschins                                                   | 15 min     | 15 min  | 30 min          |
| 214   | Lana – Völlan                                                                 | 60 min     | 60 min  | 60 min          |
| 215   | Citybus Lana: Lana – Burgstall – Gargazon                                     | 60 min     | 60 min  | 60 min          |
| 216   | Vilpian – Nals – Prissian – Tisens – Lana Busbahnhof                          | 60 min     | 60 min  | 60 min          |
| 221   | Meran – Dorf Tirol                                                            | 15 min     | 15 min  | 30 min          |
| 222   | Segenbühl – Tiroler Kreuz                                                     | 15 min     | 15 min  | 15 min / 30 min |
| 223   | Dorf Tirol – Kuens – Ungericht – Dorf Tirol                                   | 20 min     | 20 min  | 20 min          |
| 224   | Dorf Tirol – Riffian – Vernuer                                                | 60 min     | 60 min  | 60 min          |
| 225   | Meran – Hafling – Falzeben / Vöran                                            | 60 min     | 60 min  | 60 min          |
| 231   | Meran – Schenna – Verdins                                                     | 15 min     | 15 min  | 30 min          |
| 232   | Schenna – Trauttmansdorff – Bergbahnen Meran 2000                             | 30 min     | 30 min  | 30 min          |
| 233   | Schenna – Seilbahn Taser/St. Georgen                                          | 60 min     | 60 min  | 60 min          |
| 235   | Meran-Algund-Vellau                                                           | 60 min     | 60 min  | 60 min          |
| 236   | Meran-Tappeinerweg-Thurnstein                                                 | 60 min     | 60 min  | 60 min          |
| 237   | Citybus Algund                                                                | 60 min     | 60 min  | 60 min          |
| 240   | Meran-Passeiertal                                                             | 30 min     | 30 min  | 30 min          |
| 245   | Meran-Ulten                                                                   | 30 min     | 30 min  | 60 min          |
| 246   | Meran-Lana-Gampenpass-Fondo                                                   | 180 min    | 180 min | 180 min         |
| 251   | Meran-Schlanders                                                              | 60 min     | 60 min  | 60 min          |

Fahrplan gültig vom 15. Dezember 2019 bis 12. Dezember 2020

### Bozen und Umgebung
| Linie | Linienverlauf                                | Takt Mo–Fr | Takt Sa | Takt So |
| ----- | -------------------------------------------- | ---------- | ------- | ------- |
| 110   | Bahnhof – Leifers – Branzoll                 | 20 min     | 30 min  | 30 min  |
| 111   | Bahnhof – Steinmannwald – Leifers I.Z.       | 20 min     | 30 min  | -       |
| 116   | Rundlinie Leifers                            | 30 min     | 30 min  | -       |
| 117   | Steinmannwald – Leifers – Branzoll – Pfatten | 60 min     | 60 min  | -       |
| 183   | Bozen – Kampill – Kardaun – Karneid          | 60 min     | 60 min  | -       |
| 201   | Bozen – Terlan – Meran                       | 30 min     | 30 min  | 60 min  |
| 202   | Vilpian – Terlan                             | 60 min     | 60 min  | -       |

Fahrplan gültig vom 15. Dezember 2019 bis 12. Dezember 2020

## OpenData
Ab 2013 hat das Unternehmen seine Daten über ein OpenData-Portal der Öffentlichkeit zur Verfügung gestellt.
Vorerst wurden die Daten mit einer Creative-Commons-Lizenz CC-BY-SA-NC versehen und veröffentlicht. In einem zweiten Schritt wurde die Lizenz 2014 zu einer wirklichen OpenData-Lizenz umgeändert. Seitdem sind die Daten unter CC-BY-SA verwendbar.
Weiters wurden die Haltestellendaten der OpenStreetMap-Community über eine CC0-Lizenz zur Verfügung gestellt, welche diese dann importierte.
Die Verbreitung der Daten wurde auch über die Hackathons, organisiert vom TIS Innovation Park, unterstützt.

## Kritik
Das Unternehmen wurde 2022 kritisiert, dass einige Linien nicht regelmäßig und ohne Ausfälle betrieben würden. Außerdem gab es Meldungen über Busfahrer, die während der Fahrt das Handy bedienten und damit die Straßenverkehrsordnung missachteten.